# Δ Щита
δ Щита (лат. δ Scuti, HD172748) — подвійна зоря у сузір'ї Щита, на відстані близько 187,0 світлових років від Сонця.
Має видиму зоряну величину в смузі V приблизно 4,7.

## Подвійна зоря
Головна зоря цієї системи належить до хімічно пекулярних зір й має спектральний клас F1. Вона є прототипом змінних типу δ Щита.
Інша компонента має спектральний клас F4.

## Фізичні характеристики
Телескоп Гіппаркос зареєстрував фотометричну змінність даної зорі з періодом 0,19 доби в межах від Hmin= 4,87 до Hmax= 4,70.